# Habrobracon iranicus
Habrobracon iranicus är en stekelart som beskrevs av Fischer 1972. Habrobracon iranicus ingår i släktet Habrobracon och familjen bracksteklar. Inga underarter finns listade i Catalogue of Life.